# Еше Цогьял
Еше Цогьял (тиб. ཡེ་ཤེས་མཚོ་རྒྱལ, Вайли: ye shes mtsho rgyal, тиб. пиньинь: Yêxê Cogyai, рус.: Еше Цогьэ, THL Yeshé Tsogyel, встречаются также транскрипции Yeshe Tsogyal, Yeshe Tsogyel, Yeshey Tsogyel, кит. упр. 益西措杰, пиньинь Yìxī Cuòjié) — в традиции буддийской школы Ньингма, жена Падмасамбхавы, просветлённая дакини, буддийский учитель традиции Ваджраяна. Считается, что она жила в период с 757 по 817 годы.

## Биография
Во времена императора Трисонг Децена в одной из провинций Тибета правил Карчен Шоннупа, у которого был сын по имени Карчен Пелгьи Вонгчук. Когда Вонгчуку исполнилось пятнадцать лет, он женился на Гетцо из рода Нуб. В данном браке родилась Еше Цогьял.
По легенде, через месяц Цогьял уже выглядела, как восьмилетний ребёнок. Десять лет родители скрывали её от посторонних. Когда же ей исполнилось десять лет, её тело обрело совершенные формы, и толпы людей со всего Тибета, из Китая, Хора, Джанга и Непала приходили взглянуть на неё. Родители решили выдать Цогьял замуж за одного из принцев, добивавшихся её руки. Она была против, но её насильно выдали замуж. Во время путешествия она сбежала и поселилась в долине Вомпу Такцанг, питаясь плодами деревьев и одеваясь в одежды, сотканные из волокон хлопкового дерева. Но Зуркхарпа, ее жених, разузнал, где она находится, и послал три сотни вооружённых воинов в долину Вомпу. Они нашли её и силой отвезли к своему господину. Назревал военно-политический конфликт, и тогда царь Трисонг Децен, чтобы разрядить обстановку, сам женился на Цогьял.
Вскоре Трисонг Децен снова пригласил к себе Падмасамбхаву. Когда Гуру Ринпоче воссел на приготовленный для него трон, украшенный драгоценными камнями, император устроил обильное подношение ганачакры и поднёс учителю целую гору драгоценностей. Кроме того, была сделана мандала из золота и драгоценных камней, символизирующая всё царство Трисонг Децена. А в качестве внутреннего подношения он предложил учителю Еше Цогьял. Гуру Ринпоче одарил царя необычайными учениями тантры, тайными словами, что превыше кармы и закона причин и следствий. После этого Гуру сделал Еше Цогьял своей супругой, дал ей необходимые посвящения, и они отправились в Чимпу выполнять практику тайной йоги:
- В Чимпу учитель, прежде всего, наставил Еше Цогьял в основах праведной жизни, объяснив ей Четыре Благородные Истины Будды Шакьямуни.
- Затем она изучила Трипитаку, узнала о законе кармы и о том, что следует культивировать, а чего избегать в своём поведении.
- Она в совершенстве усвоила знания шести низших колесниц. Там же ей явилась богиня Сарасвати и наделила способностью сразу и навсегда запоминать всё прочитанное и услышанное.
- Цогьял дала обещание хранить основные обеты тела, речи и ума будды и двадцать пять побочных обетов. Главным, коренным обетом является обет просветлённого ума ( санскр. - бодхичитта), то есть обет пребывать в той сфере, где с безначальных времён всякое тело по своей сути есть божество, всякая речь — мантра, а мысль представляет собой незагрязнённую суть всякого опыта.
  - Обеты тела будды существуют относительно учителя и своих духовных братьев, и хранение этого обета состоит в почитании их телом, речью и умом.
  - Обеты речи будды существуют относительно главного божества мандалы (идама, санскр. - дэвата), его мантры и мудры. Метод хранения этих обетов состоит в единении с мандалами гуру, идама и дакини своими телом речью и умом посредством непрерывной практики.
  - Обеты ума будды состоят в поддержании видения, медитации и образа действий; видение — это глубинное постижение природы ума, а действия, порождаемые такой медитацией, включают в себя все внешние, внутренние и тайные действия. Метод хранения этих обетов состоит в хранении тайн, таких, как неразглашение имени своего идама, его мантры, признаков своего достижения и прочих тайн.
- Кроме того, Гуру Ринпоче преподал ей знание о двадцати пяти побочных обетах:
  - пяти действиях, которые следует совершать,
  - пяти веществах, которые следует радостно принимать,
  - пяти достижениях, которые следует осуществить,
  - пяти эмоциях, которые не следует подавлять, и
  - пяти категориях знания, которые следует постичь.

И поскольку она поняла, что посвящение и наделение силами есть ключ к мистериям тантры, а обеты являются источником этих сил, она нерушимо хранила все обеты. После этого в Яма Лунге, возле Самье, Гуру даровал Цогьял высшие посвящения, ввёл в мандалу тантрических божеств. И они пребывали в единстве. Гуру Ринпоче даровал множество посвящений и наставлений, они много практиковали в различных пещерах. Так Цогьял обрела плоды внешнего, внутреннего и тайного посвящений. Еше Цогьял много путешествовала по Тибету и совершила множество чудес, даровала бессчетное количество учений и посвящений множеству учеников.
Вот её биография её собственными словами:
Согласно пророчеству благородного святого Оргьена,
Мне в этой жизни было отпущено две сотни лет.
Прошло даже немного больше этого срока,
И я находилась в Тибете очень долгое время.
"В возрасте тринадцати лет я стала супругой императора;
В шестнадцать лет Гуру обнял меня своим состраданием;
В двадцать я получила полные посвящения и практиковала аскезу;
К тридцати я достигла полной реализации
и стала трудиться на благо других;
В сорок я соединилась с умом своего Гуру;
В пятьдесят я покорила демонов и защитила учение;
В шестьдесят я распространяла писания и расширяла общину;
В семьдесят я раскрыла природу реальности;
Когда мне было восемьдесят,
мой Гуру удалился на юго-запад;
В девяносто я узрела лицо истинной сути вещей;
В сто лет я достигла совершенства в знаниях;
В сто двадцать я стала
главным священником императора;
В сто тридцать я путешествовала по всему Тибету;
В сто пятьдесят я спрятала сокровища-учения
И оказывала помощь живым существам;
Когда мне было сто шестьдесят,
Умер царь Мутри Ценпо;
В сто семьдесят лет я привела
к Освобождению своих учеников;
В сто восемьдесят я произвела
иллюзорные формы в Лодраке;
В сто девяносто я встретилась
со своей старшей сестрой Мандаравой
и, получив высшие наставления,
обрела сиддхи бессмертия,
После чего признаки перерождения и смерти
самопроизвольно исчезли.
Теперь прошло двести одиннадцать лет.
Несомненно, Тибет получил достаточную защиту
и покровительство;
Несомненно, его боги и люди удовлетворены.
Теперь я ухожу, и кажется, что мы расстаёмся,
Но не печальтесь, мои друзья!
Молитесь с верой и усердием,
Погружайтесь в чистое пространство Дзогчен,
Ибо нет иного способа избежать несчастий бытия.
В третий день месяца птицы, в год, когда ей исполнилось 211 лет, находясь в верхней пещере Падма Ганга, она объявила своим ученикам, что они должны отправиться на вершину Запу, чтобы увидеть мистерию, которая состоится там, на Медно-цветной Горе, в восьмой день лунного месяца, она отправилась на вершину Запу, взяв с собой одиннадцать ближайших учеников и около полусотни последователей. На седьмой день она обнаружила на вершине Запу пещеру, формой напоминающую мудру намасте. Там они провели ночь. Цогьял дала своим ученикам двадцать девять кратких учений, а затем, совершив подношение ганачакры, устанавливающей единство с ламой, её ученики собрались вокруг, и она по просьбе каждого из них дала им подробные личные наставления.
В утренних сумерках десятого дня появились четыре царя-хранителя Учения во главе несметного полчища внешних, внутренних и тайных дамченов, а также духов и демонов восьми и двенадцати классов. «Стража из Нгаяб Линга прибыла в полном составе, сказали они. — Мы готовы сопровождать тебя, Дакини Сияющего Синего Света, в чистую обитель дакинь».
С первыми лучами солнца перед Еше Цогьял подобно падающей звезде появились четыре дакини в форме восьмилепесткового лотоса.
И тогда, приняв форму Ваджрайогини с барабанчиком «дамару» в правой руке с чашей из черепа в левой, Цогьял встала на эту повозку и дала последние наставления.
Закончив говорить, она испустила ослепительное радужное сияние, а затем растворилась в капле синего света размером с кунжутное зерно и исчезла.